# Cintura vulcanica di Pemberton
La cintura vulcanica di Pemberton  è una cintura vulcanica risalente all'Oligocene-Miocene e attualmente fortemente erosa, che forma un angolo molto stretto con il massiccio del Monte Meager, nella regione canadese della Columbia Britannica.
La cintura vulcanica Garibaldi e la cintura Pemberton appaiono fondersi in un'unica struttura, anche se la cintura di Pemberton ha un'età maggiore della cintura Garibaldi.
La cintura vulcanica di Pemberton è una delle formazioni geologiche comprendenti l'arco delle Cascate Canadesi. Si è formata per effetto della subduzione dell'antica placca Farallon.